# 葉山修平
葉山 修平（はやま しゅうへい、1930年3月16日 - 2016年8月28日）は、日本の作家・詩人。本名は安藤幸輔（あんどう こうすけ）。室生犀星の研究者でもあった。

## 人物
千葉県市原市出身。千葉師範学校卒業。東京大学大学院修士課程（国文学専攻）修了。1955年、林富士馬、太田浩らと同人雑誌『玻璃』を創刊。1957年、林富士馬の紹介で『文芸日本』4月号に短編小説「バスケットの仔猫」を発表する。この短編に対して、室生犀星から批評とアドバイスの書かれた手紙を受け取り、犀星の知遇を得る。1960年、短編小説「日本いそっぷ噺」が第43回直木賞候補となる。同年12月、『日本いそっぷ噺』（大和出版）が出版された。1963年、短編小説「現在完了」が第16回文学界新人賞佳作を受賞。
教育者としては、開成高校教諭、千葉大学講師などを経て、駒沢短期大学教授、同大学名誉教授となった。室生犀星の研究でも知られ、1984年、室生犀星学会を設立し、自ら会長を務めたほか、1994年『小説の方法』で第1回室生犀星顕彰大野茂男賞（研究・評論部門）を受賞した。2008年には『室生犀星事典』（鼎書房）を監修した。
2011年、千葉県立市原高校に文学碑が建立された。
2016年8月28日、多臓器不全により千葉県市川市の病院にて死去。86歳没。

## 作品

### 小説
- 『異形の群』東西五月社　1959
- 『日本いそっぷ噺』大和出版　1961
- 『終らざる時の証しに』冬樹社　1965、ニトリア書房　1971、東銀座出版社　1992
- 『季節はすでに…』コスモ出版 1974
- 『芭蕉曼荼羅―連環小説』コスモ出版　1975
- 『小説室生犀星』冬樹社　1980
- 『時よ乳母車を押せ』菁柿堂　1984
- 『傾いた季節』千葉日報社　1987
- 『新釈 好色五人女』教育社 1989
- 『藁の中の七面鳥』菁柿堂　1991
- 『湖・蝶の女』東銀座出版社　1992
- 『海のある町』東銀座出版社　1993
- 『葉山修平集―天皇の村』(房総文芸選集)あさひふれんど千葉　1994
- 『バスケットの仔猫　日本いそっぷ噺』龍書房　1997
- 『わが一九四五年』龍書房　1997
- 『帽子と花束』龍書房　2000
- 『薔薇とペルソナ―小説三島由紀夫』沖積舎　2002
- 『小説芥川龍之介』龍書房　2003
- 『犬を連れた奥さん』龍書房　2004
- 『曽我物語(現代語で読む歴史文学)』勉誠出版　2005
- 『パパス氏』龍書房 2006
- 『美の使徒』龍書房　2007
- 『芭蕉ものがたり』龍書房　2008
- 『時計』龍書房　2009
- 『月の虹―東京Ｋ高校の教師たち』龍書房　2009
- 『新釈閑吟集―わが性愛抄』龍書房　2011
- 『わが酒の記』菁柿堂 2012
- 『女優志願』龍書房 2012
- 『処女出版—そして室生犀星』龍書房　2013
- 『古事記ものがたり』龍書房　2014
- 『かもめ狂想—山中葛子句集『かもめ』に和す—』龍書房　2015
- 『からかさ草紙』龍書房　2015

### エッセイ・評論
- 『新しい文章作法』池田書店 1968、笠間書院 1980
- 『近代の短編小説』菁柿堂 1986
- 『太郎冠者』東銀座出版社　1992
- 『小説の方法』東銀座出版社　1994
- 『日本文学にみる〈笑い〉〈女性〉〈風土〉』東銀座出版社　1994
- 『房総の近代文学 (1)』なのはな出版 1995
- 『新・文章の方法 Essay to novel』笠間書院 1996
- 『スラスラ書ける美しい手紙』増補改訂版  企画室　2000

### 詩集
- 『花と木魚―葉山修平詩集』龍書房　1996
- 『第二小吟集―葉山修平詩集』龍書房　2011

### 児童書
- 『亡霊 (親子で楽しむ歴史と古典11)』勉誠社　1996
- 『一休 (親子で楽しむ歴史と古典14)』勉誠社　1997

### 戯曲
- 『真間の手児奈』龍書房 2010

### 編著・監修等
- 『近代現代の詩』菁柿堂 1986
- 『我が愛する詩人の伝記にみる室生犀星』龍書房　2000
- 『室生犀星寸描』龍書房　2000
- 『千葉文学賞作品集１』東銀座出版　1990　あさひふれんど千葉　2006
- 『室生犀星事典』鼎書房　2008